# Ordem do Serviço Imperial
A Ordem do Serviço Imperial (Imperial Service Order) foi estabelecida pelo rei Eduardo VII em agosto de 1902. É uma recompensa para a funcionários públicos, civis ou do clero da Commonwealth por grande e meritórios serviços. Normalmente a pessoa deve ter mais de 25 anos de serviços prestados para ser elegível, mas esse prazo é diminuído para 16 anos quando o serviço se der em lugar insalubre. Tanto homens como mulheres são passíveis de serem eleitos, e recebem uma classe única e podem utilizar após seus nomes a sigla 'ISO'.